# Begoña Urroz
María Begoña Urroz Ibarrola (* August 1958; † 28. Juni 1960 in San Sebastian) war ein baskisches Kleinkind, das im Alter von 22 Monaten das erste zivile Todesopfer eines terroristischen Anschlags in Spanien seit dem Bürgerkrieg wurde. Die Täter gehörten der zum gewaltsamen Sturz der Diktaturen Francisco Francos und António de Oliveira Salazars gebildeten Organisation Directorio Revolucionario Ibérico de Liberación (DRIL) an und wurden nie zur Rechenschaft gezogen.

## Familie
Begoña war das erste Kind von Jesusa Ibarrola Telletxea († 2016) und Juan Urroz Gragirena († 2008), einem Fabrikarbeiter. Nach ihrem Tod hatten die Eheleute eine weitere Tochter, der sie im Andenken an die Erstgeborene ebenfalls den Namen Begoña gaben, sowie einen Sohn.

## Anschlag
Am 27. Juni 1960 nahm Begoñas Mutter ihre Tochter mit in den Bahnhof von Amara, San Sebastian, und gab das Kind in die Obhut der dort in der Gepäckaufbewahrung arbeitenden Tante, während sie in einem nahegelegenen Geschäft einkaufen ging. Der Bahnhof wurde in dieser Zeit Ziel eines Brandbombenanschlags des DRIL. Um 19.10 Uhr zündete ein Gemisch aus Schwefelsäure, Kaliumchlorat und Zucker. Begoña wurde von einer Stichflamme erfasst, 90 Prozent ihrer Haut verbrannten, sie erlag am darauffolgenden Tag im Krankenhaus ihren schweren Verletzungen. Fünf weitere Menschen im Alter zwischen 15 und 60 Jahren wurden verletzt, darunter Urroz’ Tante.
Das DRIL hatte bereits im Februar 1960 vier Bomben im Stadtzentrum von Madrid gelegt, von denen zwei von der Polizei entschärft wurden. Zwei der Bomben explodierten, wobei José Ramón Pérez, einer der Bombenleger, dabei tödlich verletzt wurde. Die Anschlagsserie war am 26. Juni mit einer Bombe im Gepäckwagen eines Zuges von Madrid nach Barcelona fortgesetzt worden. Am 27. Juni waren außer in Amara auch die Gepäckaufbewahrungen drei weiterer Bahnhöfe Ziele von Bombenanschlägen.

## Nachwirkungen
An der öffentlichen Beerdigung des Mädchens nahmen zahlreiche Trauergäste und auch der Provinzgouverneur von Gipuzkoa teil, der sie als Opfer eines „kriminellen Angriffs“ bezeichnete.
Obwohl das mit maßgeblicher Unterstützung wichtiger Vertreter der kubanischen Revolutionsführung organisierte Directorio Revolucionario Ibérico de Liberación (DRIL) am 29. Juni in der venezolanischen Zeitung El Nacional die Verantwortung für die Anschlagserie übernommen hatte und die baskische Separatistenorganisation Euskadi Ta Askatasuna (ETA) jegliche Beteiligung von sich wies, galt Begoña Urroz lange als erstes Todesopfer der ETA. Das DRIL löste sich bereits im September 1960 nach der Verhaftung ihrer wichtigsten Mitglieder in Lüttich auf, wogegen die ETA zur prominentesten gegen den spanischen Staat kämpfenden Organisation wurde, die mit ihren terroristischen Aktionen ab 1968 für den Tod von mehr als 850 Menschen verantwortlich war.
2010 erklärte das spanische Parlament den 27. Juni – den Jahrestag des Anschlags von San Sebastian – einstimmig zum nationalen Gedenktag für die Opfer des Terrorismus. 2011 erfolgte die offizielle staatliche Anerkennung Urroz’ als Terroropfer, verbunden mit einer Entschädigungszahlung in Höhe von 250.000 Euro an ihre Familie. 2012 verlieh die spanische Regierung Urroz posthum das Verdienstkreuz Gran Cruz de la Real Orden del Reconocimiento Civil.
Auf die irrtümliche Zuschreibung des Bombenanschlags an die ETA und die tatsächliche Urheberschaft des DRIL wies unter anderem 2015 der prominente baskische Wirtschaftsprofessor Mikel Buesa hin, Bruder des 2000 von der ETA ermordeten Politikers Fernando Buesa. Dabei stützte er sich auf die Erkenntnisse einer von ihm betreuten Master-Abschlussarbeit im Fach Terrorismusstudien von Alfredo Hedroso von 2014. Eine im Juni 2019 veröffentlichte Studie des spanischen Gedenkzentrums für die Opfer des Terrorismus widmete sich ausführlich dem Anschlag von 1960 und dokumentierte als Resultat einer zweijährigen Recherche sämtliche verfügbaren Informationen zum Hintergrund sowie zu den inzwischen verstorbenen Urhebern des Anschlags.